# Sooner or Later (I Always Get My Man)
Sooner or Later is een nummer van Madonna, geschreven door de Amerikaanse liedjesschrijver Stephen Sondheim, voor de film Dick Tracy uit 1990. Het nummer is te vinden om het album I'm Breathless. In 1991 won het nummer een Academy Award voor beste originele nummer.
In de aftiteling van de film en in de officiële statistieken van de Academy Awards heeft het nummer de ondertitel (I Always Get My Man). Op het album van Madonna is deze ondertitel er niet.
Oorspronkelijk zou Sooner or Later worden uitgebracht ter promotie van de film. Madonna koos echter voor het nummer Justify My Love van het album The Immaculate Collection.
Madonna trad met het nummer op tijdens de 63ste Oscaruitreiking. Later deed ze dit ook tijdens haar Blond Ambition Tour van 1990.